# Lost Cat Corona
Lost Cat Corona è un film statunitense del 2017 diretto da Anthony Tarsitano.

## Trama
Un giovane si mette alla ricerca del gatto della moglie che è scomparso e si ritrova faccia a faccia con il colorito e talvolta pericoloso quartiere dove vive. Si ritroverà a dover fronteggiare le sue paure e a ripensare al suo modus operandi.

## Produzione
Le principali riprese del film hanno avuto luogo da maggio a giugno 2015 a Corona e Whitestone, New York.